# Valerio Magrelli
Valerio Magrelli, né le 10 janvier 1957  à Rome, est un poète italien.

## Biographie
Valerio Magrelli est né en 1957. Dès son premier recueil, Ora serrata retinae, il s'affirme comme un poète talentueux et d'une grande profondeur. Son recueil suivant, Nature e venature, reçoit le prestigieux prix Viareggio, en 1987. Il ne sera traduit en France qu'en 1998. Il entame en 2003 une quadrilogie en prose qui comprend Nel condominio di carne, La Vicevita, Addio al calcio et Geologia di un padre. Trois de ces livres ont été publiés aux éditions Actes Sud.
Traducteur éclectique et remarquable, il reçoit en 1996 le prix National, remis par le président de la République.
En 2003, l'ensemble de son œuvre a été couronné par le prix Feltrinelli. Son dernier recueil, Sangue amaro, est publié en 2014.
Il obtient le prix Bagutta en 2014 pour Geologia di un padre.

## Œuvres traduites en français
- La Contagion de la matière, trad. collective, relue Bernard Noël, Asnières-sur-Oise, France, Éditions Royaumont, coll. « Les Cahiers de Royaumont », 1988, 41 p.  (ISBN 2-905271-20-5)
- Natures et signatures [« Nature e venature »], trad. de Bernard Simeone, Cognac, France, Les Éditions Le Temps qu’il fait, 1998, 221 p.  (ISBN 2-86853-295-0)
- Se voir-se voir. Modèles et circuits du visible dans l’œuvre de Paul Valéry [« Vedersi vedersi : modelli e circuiti visivi nell'opera di Paul Valéry »], trad. d’Angela Ciancimino et Pascale Climent-Delteil, Paris, L’Harmattan, coll. « Critiques littéraires », 2005, 294 p.  (ISBN 2-7475-8379-1)
- Ora serrata retinae [« Ora serrata retinae »], trad. de Jean-Yves Masson, Le Chambon-sur-Lignon, France, Cheyne éditeur, coll. « D’une voix l’autre », 2010, 117 p.  (ISBN 978-2-84116-159-1)
- Co[rps]-propriété [« Nel condominio di carne »], récits, trad. de René Corona avec Marguerite Pozzoli, Arles, France, Actes Sud, coll. « Un endroit où aller », 2012, 166 p.  (ISBN 978-2-330-00531-3)
- Adieu au foot. Quatre-vingt-dix récits de une minute [« Addio al calcio »], trad. de Marguerite Pozzoli avec René Corona, Arles, France, Actes Sud, coll. « Un endroit où aller », 2012, 168 p.  (ISBN 978-2-330-00533-7)
- Géologie d’un père [« Geologia di un padre »], trad. de Marguerite Pozzoli, Arles, France, Actes Sud, coll. « Un endroit où aller », 2014, 176 p.  (ISBN 978-2-330-03705-5)
- 66 poèmes / anthologie personnelle, présenté et traduit de l'italien par Jean Portante, Paris, Éditions Caractères, coll. « Cahiers latins », 2019,  (ISBN 978-2-85446-625-6), 106 p.[1]